# Ginástica artística nos Jogos Olímpicos de Verão da Juventude de 2010 - Individual geral masculino
A final do individual geral masculino da ginástica artística nos Jogos Olímpicos de Verão da Juventude de 2010 foi realizada no Bishan Sports Hall de Singapura, em 18 de agosto.

## Medalhistas
| Ouro   | JPN Yuya Kamoto  |
| Prata  | UKR Oleg Stepko  |
| Bronze | CHN Zhu Xiaodong |

## Resultados

### Qualificatória
A etapa qualificatória para a final do individual geral, bem como para os aparelhos, foi disputada no dia 16 de agosto. 41 ginastas competiram e os dezoito melhores se classificaram para esta final.

### Final
| Pos.              | Ginasta                 | Solo   | Argolas | Cavalo com alças | Salto sobre a mesa | Barras paralelas | Barra fixa | Total  |
| ----------------- | ----------------------- | ------ | ------- | ---------------- | ------------------ | ---------------- | ---------- | ------ |
| Medalha de ouro   | JPN Yuya Kamoto         | 14.250 | 13.350  | 14.400           | 15.700             | 14.600           | 14.050     | 86.350 |
| Medalha de prata  | UKR Oleg Stepko         | 14.150 | 13.300  | 14.000           | 15.550             | 14.450           | 13.900     | 85.350 |
| Medalha de bronze | CHN Zhu Xiaodong        | 14.300 | 13.550  | 13.600           | 15.700             | 13.750           | 14.100     | 85.000 |
| 4                 | ROU Andrei Muntean      | 14.000 | 12.950  | 14.650           | 15.800             | 13.850           | 13.700     | 84.950 |
| 5                 | GBR Sam Oldham          | 13.500 | 13.950  | 14.000           | 15.800             | 14.250           | 13.150     | 84.650 |
| 6                 | RUS Daniil Kazachkov    | 14.050 | 13.700  | 13.550           | 15.550             | 13.150           | 14.000     | 84.000 |
| 7                 | CUB Ermesyp Vila Sarria | 13.550 | 12.300  | 13.100           | 15.700             | 14.100           | 13.450     | 82.200 |
| 8                 | ARM Vahan Vardanyan     | 13.700 | 13.250  | 14.000           | 14.850             | 13.100           | 13.250     | 82.150 |
| 9                 | GER Daniel Weinert      | 13.800 | 13.450  | 13.250           | 14.700             | 13.450           | 13.350     | 82.000 |
| 10                | BEL Thomas Neuteleers   | 14.150 | 11.850  | 13.550           | 14.800             | 13.950           | 13.550     | 81.850 |
| 11                | ITA Ludovico Edalli     | 13.450 | 12.750  | 13.450           | 14.650             | 13.600           | 13.700     | 81.600 |
| 12                | GRE Nikolaos Iliopoulos | 11.950 | 13.350  | 13.900           | 14.900             | 13.850           | 13.450     | 81.400 |
| 13                | HUN Levente Vagner      | 13.500 | 13.100  | 13.650           | 14.450             | 13.650           | 12.900     | 81.250 |
| 14                | EGY Amr Ahmed           | 12.850 | 13.450  | 12.750           | 14.700             | 13.650           | 13.500     | 80.900 |
| 15                | FRA Brandon Prost       | 13.300 | 13.100  | 13.300           | 15.150             | 12.600           | 13.250     | 80.700 |
| 16                | UZB Eduard Shaulov      | 13.850 | 12.250  | 12.800           | 15.200             | 12.200           | 13.400     | 79.700 |
| 17                | CAN Robert Watson       | 14.000 | 10.700  | 13.450           | 15.050             | 13.550           | 12.900     | 79.650 |
| 18                | CYP Michalis Krasias    | 13.550 | 11.500  | 13.200           | 14.600             | 12.500           | 12.800     | 78.150 |

Classificados como reservas
- SUI Oliver Hegi (19ª colocado)
- USA Jesse Glenn (20ª colocado)
- BRA Arthur Mariano (21ª colocado)
- KOR Jo Yeong-Gwang (22ª colocado)